# 螟黑卵蜂
螟黑卵蜂（学名：Telenomus beneficiens）为緣腹細蜂科黑卵蜂屬下的一个种。